# Auetis
Os auetis, ou awetis são um povo indígena brasileiro que habita as regiões centrais do Alto Xingu. Habitantes do Parque Nacional do Xingu, no ano de 1990 sua população estimada era de 80 pessoas. Em 2002, suas comunidades contavam com 138 indivíduos e, em 2020, esse número já subiu para 221.
Nas primeiras décadas do século XX, a população aueti quase foi extinta, porém recentemente eles vêm retomando suas tradições e sua vida cultural, marcando novamente sua presença na região, que historicamente foi muito relevante.
Falam uma língua da família tupi, diferentemente dos povos que convivem com eles, os quais em sua maior parte falam línguas aruaques ou caribes.

## Etimologia
Originalmente, o termo aueti era utilizado para se referir a um grupo tupi que deu origem ao atual povo aueti. O grupo do qual descende todos os tuais auetis era chamado de enumaniá, termo que até hoje pode ser empregado para se referir aos auetis de modo geral.
Tradicionalmente, o endônimo do povo aueti é awytyza, provavelmente relacionado à palavra ayté (homem) com o acréscimo do sufixo -za, que indica o plural. Alguns de seus grupos vizinhos utilizam ainda outros nomes para se referirem aos auetis, com devidas adaptações fonéticas, como auyty ou ahyty.
O termo auetö, por vezes encontrado na literatura sobre o povo, provavelmente tem sua origem numa confusão por parte do estudioso Karl von den Steinen, falante nativo de alemão que, ao ouvir a vogal /y/ [ɨ], não presente na língua alemã, acreditou ter ouvido a vogal /ö/ [ø], presente na língua alemã, e passou a representar /y/ como /ö/.

## Localização

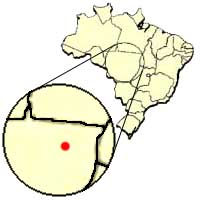
Localização do Parque Indígena do Xingu no território brasileiro.

Os auetis habitam a região do ribeirão Tuatuari, próxima ao rio Kurisevo, afluente do rio Xingu. A localização do povo é bem central em relação ao Parque Indígena do Xingu, o que facilitou o papel de intermediação no comércio e na comunicação local, que foi historicamente desempenhado pelos auetis.
A principal aldeia dos auetis atualmente é a Tazu'jytetam (aldeia da pequena formiga de fogo), a 200 metros do ribeirão Tuatuari. A aldeia é conectada ao Posto Indígena Leonardo Villas Bôas e à aldeia Mehináku, habitada pelos meinacos.

## Língua
A língua aueti pertence à família tupi. Originalmente, acreditava-se que pertencia ao grupo das línguas tupi-guaranis, porém atualmente é compreendida como uma língua isolada dentro da família tupi, assim como a língua sateré-maué. Ambas, junto com as línguas tupi-guaranis, formam o agrupamento maueti-guarani.
Na aldeia principal, a língua aueti é aprendida como língua nativa por quase todas as crianças. Portanto, mesmo com a diminuição drástica da população aueti no século XX, a língua não apresenta um perigo iminente de extinção. Um outro fator favorável para isso é o relativo isolamento dos auetis em relação à sociedade brasileira e mesmo em relação às sociedades do Alto Xingu.

## História

### Assentamento no Alto XIngu

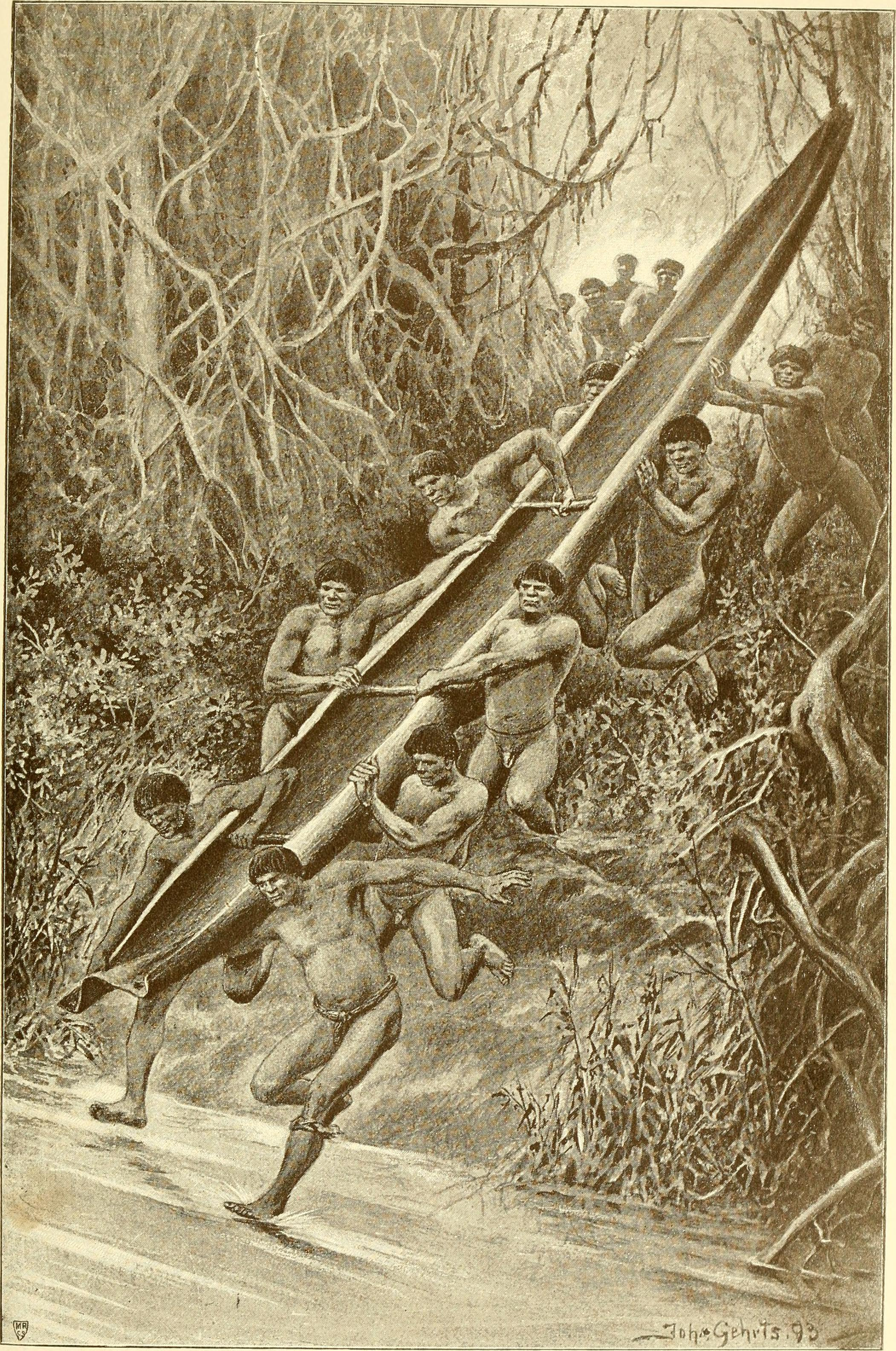
Imagem representando as expedições de Karl von den Steinen no Alto-Xingu.

A hipótese mais provável é de que os auetis tenham chegado à região do Alto Xingu entre os séculos XVII e XVIII, após a chegada de alguns povos de origem caribe a aruaque, mas antes da chegada dos iaualapitis e dos camaiurás. Essa migração para a região provavelmente se deu por conta dos efeitos da colonização e conquista portuguesa do território brasileiro, e não se deu sem conflitos internos entre os povos indígenas da região, com o desaparecimento de diversos grupos durante esse perído. A principal migração indígena nesse período se deu pela chegada de diversos povos tupis ao Alto Xingu, como os auetis e camaiurás.
Acredita-se que os auetis e camaiurás modernos descendem de uma variedade muito maior de povos tupis que chegaram nessa região durante esse período, que por meio de disputas e alianças políticas, uniram-se em comunidades mais abrangentes.
Na atual tradição aueti, é dito que eles descendem dos antigos auetis e dos enumaniás, grupo ao qual os irmãos Villas-Bôas se referem como um grupo aliado dos auetis que desapareceu nesse período. Segundo os dois irmãos antropólogos, os auetis, enumaniás e bacairis chegaram juntos a essa região através do rio Kurisevo, entrando em conflito com demais grupos alto-xinguanos até se assentarem. Eventualmente, os enumaniás se separaram e se deslocaram para outra região, e no início do século XX, os bacairis fizeram o mesmo.
Outra hipótese é a de Bastos, de que os enumaniás foi um grupo que chegou à região mais tardiamente, entre os séculos XVIII e XIX, e se assimilaram aos auetis que já estavam assentados após um conflito entre os camaiurás e os enumaniás.
Ao chegarem no Alto Xingu, os auetis e enumaniás tiveram que abandonar suas tradições militares e ofensivas para passar a fazer parte da teia de relações mais pacíficas que os povos alto-xinguanos mantiam. Passaram a adotar um diferente modo de vida, práticas ritualísticas e uma cosmologia comum a esses outros grupo.

### História recente
O pesquisador Karl von den Steinen foi o primeiro a registrar a existência dos auetis, localizando-os entre os diferentes povos que habitavam o rio Kuliseu, a partir de um mapa datado de 1884. Em 1887, uma expedição confirmou a existência dos auetis, com uma visita de Steinen à aldeia principal deles. Essa aldeia se localizava a cerca de uma hora e meia do porto Tsuepelu, no rio Kuliseu, utilizado até a atualidade.
Até a atualidade, os auetis vivem na mesma região. O antropólogo George Zarur, na década de 1970, relatou seis sítios de aldeias antigas nessa região.
Apesar do decréscimo demográfico do século XX, os auetis mantiveram sua unidade política e linguística até a atualidade, resistindo ao tempo. Em 2003, a aldeia matriz tinha apenas seis falantes de outras línguas, especialmente o camaiurá. No entanto, numa aldeia nova, muitos outros membros eram falantes nativos de outras línguas indígenas, apesar de todos entenderem o aueti.

Há também auetis vivendo em outras lugares do Parque do Xingu, especialmente entre os camaiurás e trumais, sem que a língua aueti seja transmitida para as futuras gerações.